# Сант'Амброджо ди Торино
Сант'Амбро̀джо ди Торѝно (на италиански: Sant'Ambrogio di Torino; на пиемонтски: Sant'Ambreus, Сант'Амбреуз) е малко градче и община в Метрополен град Торино, регион Пиемонт, Северна Италия. Разположено е на 356 m надморска височина. Към 1 януари 2020 г. населението на общината е 4711 души, от които 504 са чужди граждани.